# ۱۵۱ (پیش از میلاد)
۱۵۱ (پیش از میلاد) ۱۵۱مین سال قبل از تقویم میلادی است.